# Quercus gilva
Espèce
Quercus gilva est une espèce d'arbres à feuilles persistantes de la famille des Fagaceae.

## Répartition
L'aire de répartition naturelle de Quercus gilva comprend Honshu (à l'ouest de Kanto), Shikoku, Kyushu, Jeju-do, Taïwan et une partie de la Chine. Ces chênes sont souvent plantés dans les sanctuaires comme dans le parc de Nara.

## Description

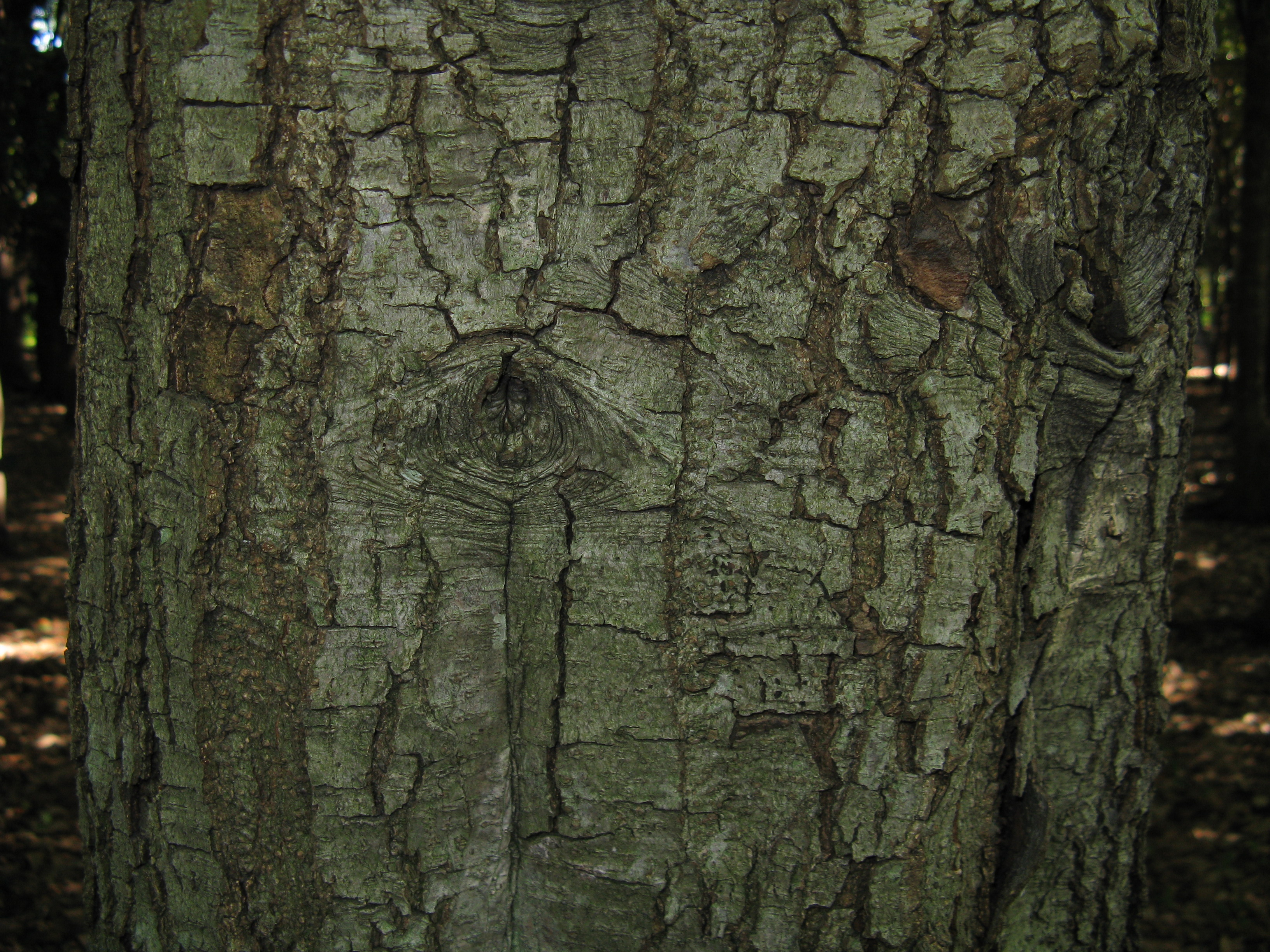
Écorce.

L'espèce peut atteindre jusqu'à 30 m de haut. L'écorce, gris foncé et lisse se craquelle avec l'âge. Les feuilles lancéolées coriaces se terminent en pointe. Leurs bord est serrée à partir du milieu de la feuille. La floraison se produit en avril-mai. C'est une espèce monoïque.

## Utilisation
Le gland comestible, contenant peu de tanins, est consommable sans être cuit. Son bois est utilisé comme matériaux de construction.